# Schweizer Minarettstreit
Der Schweizer Minarettstreit handelte vom Neubau von Minaretten und wurde ab 2007 ausgetragen. Er führte 2009 per Volksabstimmung zur Aufnahme eines Bauverbots in die Bundesverfassung der Schweizerischen Eidgenossenschaft.

Die öffentliche Ablehnung von Minaretten in der Schweiz war ein relativ neues Phänomen. Begonnen hatte der Streit mit den Baugesuchen für Minarette in Wangen bei Olten, Langenthal und Wil. Sie lösten in Teilen der Bevölkerung Protest sowie politische Debatten darüber aus, wie Bauanträge von islamischen Gemeinden gehandhabt werden sollen.

## Chronologie
Der Minarettstreit begann Anfang 2006 mit dem Widerstand gegen Baugesuche von Minaretten auf bestehenden muslimischen Gebetsräumlichkeiten in drei Schweizer Gemeinden (Wangen bei Olten, Langenthal und Wil SG), und mit dem Plan für den Bau des Islamischen Zentrums in Bern, das zum grössten Zentrum für die Muslime in Europa werden soll. Der Streit spitzte sich zu bis hin zur Lancierung einer Initiative unter dem Titel «Gegen den Bau von Minaretten» durch konservative politische Kreise. Die Baugesuche sind teilweise bis heute hängig. Viele Politiker aller Parteien haben sich seither über den Minarettstreit geäussert.

### Minarette und Baugesuche
Vor den Gesuchen gab es in der Schweiz drei Gebäude mit einem Minarett: die Mahmud-Moschee in Zürich (1963), die Genfer Moschee (1978) und die Moschee der Islamisch-Albanischen Gemeinschaft in Winterthur (2005). Das Minarett am Zentrum des türkischen Kulturvereins in Wangen bei Olten wurde 2009 errichtet, die anderen Gesuche wurden nicht umgesetzt.
Die Baugesuche sind Sache der Gemeinden. Der in die Bundesverfassung per Volksentscheid aufgenommene Artikel greift da  nicht.

#### Wangen bei Olten

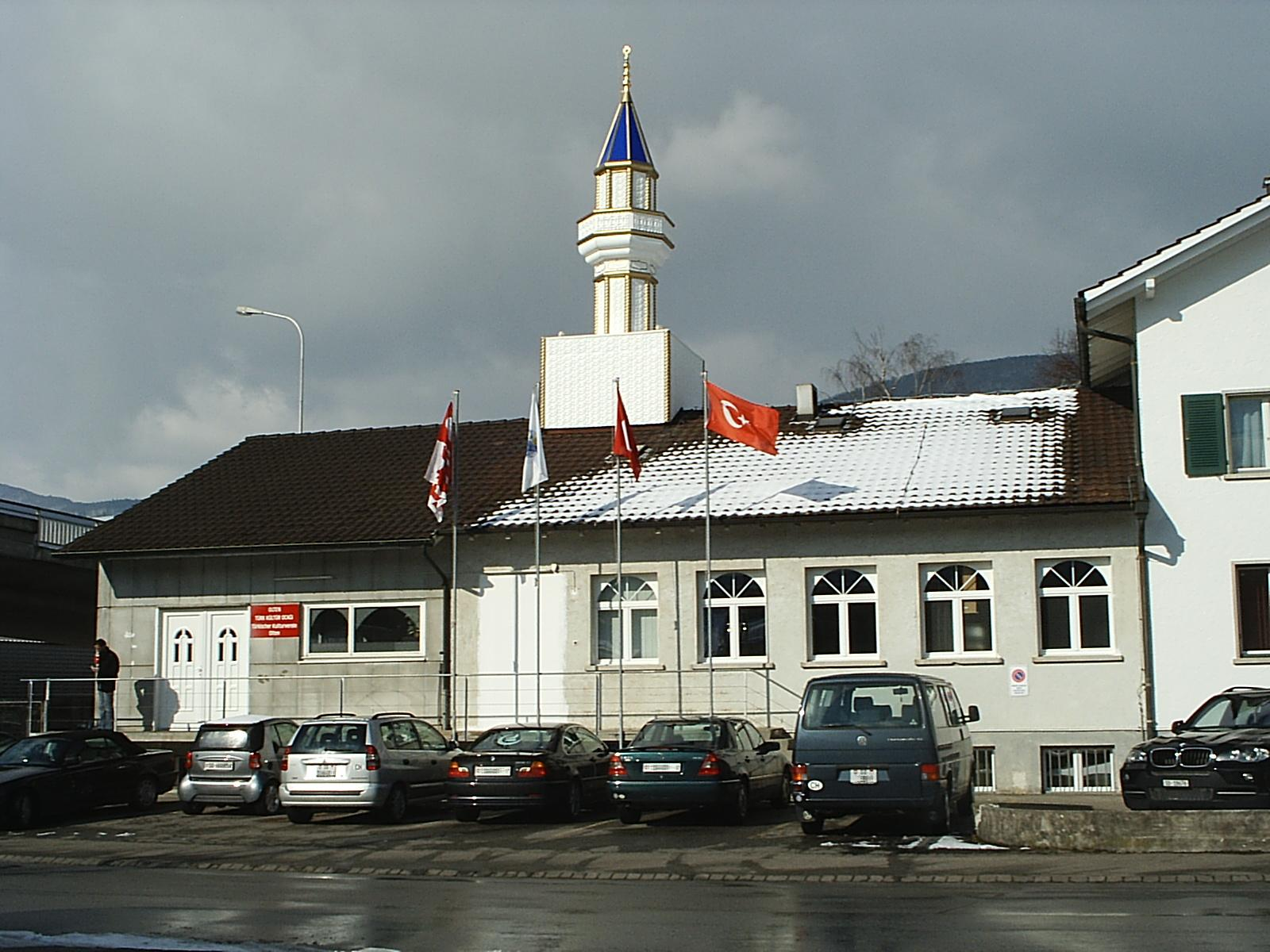
Moschee des Türkischen Kulturvereins Olten mit Minarett

Der Fall in Wangen bei Olten (Kanton Solothurn) erregte als erster Aufmerksamkeit. Nach Bekanntgabe des Minarettbauvorhabens durch den türkischen Kulturverein («Olten Türk Kültür Ocağı») in Wangen wurde von konservativen Lokalpolitikern eine Unterschriftensammlung gegen den Minarettbau lanciert. Für zusätzliche Kontroversen sorgte dort, dass der türkische Kulturverein in Wangen, der das Minarett-Baugesuch für seine Moschee eingereicht hatte, über dem Gebäude neben den Flaggen der Schweiz und der Türkei die Flagge mit dem Symbol eines grauen Wolfes hisste; dies weckte die Befürchtung, der Kulturverein habe Verbindungen mit der rechtsextremen Gruppierung Graue Wölfe. Das Gesuch wurde schliesslich aus baurechtlichen Gründen abgelehnt, worauf der Türkisch-kulturelle Verein Olten Rekurs gegen den Entscheid einlegte. Der Rekurs des türkischen Vereins wurde vom kantonalen Bau- und Justizdepartement am 13. Juli 2006 gutgeheissen. Das Bau- und Justizdepartement stellte fest, dass dem Verein die Baubewilligung zur Errichtung eines sechs Meter hohen symbolischen Minaretts auf dem Dach seines Vereinslokals in der Gewerbezone der Gemeinde zu erteilen sei.
Die Einwohnergemeinde Wangen und zwei Einwohner Wangens erhoben Beschwerde beim kantonalen Verwaltungsgericht; dieses wies am 23. November 2006 die Beschwerde ab.
Daraufhin haben Wangener Anwohner Beschwerde beim Schweizer Bundesgericht eingereicht, die am 4. Juli 2007 abgewiesen wurde.
Anfang September 2007 bestätigten Vorstandsmitglieder des türkischkulturellen Vereins gegenüber der Fernsehsendung Schweiz aktuell, dass das Minarett gebaut werde. Im Januar 2009 wurde es auf das Dach montiert.

#### Langenthal
In Langenthal (Kanton Bern) wollte die islamische Gemeinschaft Xhamia e Langenthalit (IGGL) ihre Moschee erweitern. Sie reichte deshalb ein Baugesuch für die Vergrösserung des bestehenden Vereins- und Gebetsraumes, d. h. für den Bau eines nicht begehbaren und nicht beschallbaren Minaretts sowie den Bau einer Dachkuppel, ein. Wie in Wangen reichte die Lokalbevölkerung eine Petition mit 3'500 Unterschriften gegen den Minarettbau ein. Gegen das Baugesuch sind bis Ablauf der Einsprachefrist Ende Juli 2006 76 Einsprachen beim Stadtbauamt eingegangen. Die Stadt bewilligte den Bau im Dezember 2006, nachdem sich die muslimische Glaubensgemeinschaft vertraglich verpflichtet hatte, auf Gebetsrufe vom geplanten Minarett zu verzichten.
20 Einsprecher gelangten mit ihrer Beschwerde an den Kanton Bern. Im April 2007 hat die Energiedirektion des Kantons Bern die Beschwerden gegen den Umbau des Islamischen Kultuszentrums in Langenthal gutgeheissen und die Baubewilligung der Stadt wieder aufgehoben. Der Kanton gab folgende Gründe bekannt: Fehlen eines Betriebs- und Nutzungskonzeptes (um zu beurteilen, ob das Bauvorhaben, zu dem ein Minarett gehört, in der Wohnzone zonenkonform sei); Fehlen jeder Abklärung, ob für das Führen des Vereinslokals eine gastgewerbliche Bewilligung nötig sei; Unklarheit, ob bei grossen Veranstaltungen genügend Parkplätze zur Verfügung stünden. Die Akten gingen zurück an die Stadt Langenthal, die den Sachverhalt noch einmal abklären und erneut über die Baubewilligung entscheiden sollte. Dieser Entscheid wäre wiederum beschwerdefähig.
Zur gleichen Zeit, als in Langenthal der Minarettstreit begann, wurde der Sikh-Tempel Gurdwara Sahib fertiggestellt.

#### Wil SG
In Wil (Kanton St. Gallen) möchte die lokale islamisch-albanische Gemeinde seit Mitte 2006 ein Minarett errichten. Konkret soll ein Quader mit einem Halbmond entstehen; der Imam der Religionsgemeinde, Bekim Alimi, wurde mit seinen Plänen schon in Bern vorstellig. Als Standort für die Moschee steht ein Gebiet neben der Autobahn A1 bei Wil zur Diskussion. Dagegen wurde von der Schweizerischen Volkspartei (SVP) im September 2006 in einer Motion gefordert, dass im Baugesetz das Verbot von Minaretten aufgenommen werden soll.
Anfangs November 2006 lehnte die St. Galler Regierung die Motion mit dem Argument ab, diese verstosse gegen die Glaubensfreiheit und das Rechtsgleichheitsgebot. Zudem begründete sie, es gebe keine sachlichen Gründe, religiöse Bauten bei der Bewilligung anders zu behandeln als die übrigen Kategorien von Gebäuden. Die Regierung beantragte dem Kantonsrat Nichteintreten auf die Motion.
Der Thurgauer Arzt und Präsident der Dachorganisation islamischer Gemeinden der Ostschweiz und des Fürstentums Liechtenstein (Digo), Hizham Maizar, sagte, Bekim Alimi habe mit seinem sozialen und kulturellen Engagement in Wil den Tatbeweis erbracht, dass er nicht ausserhalb in einer islamischen Parallelstruktur, sondern mit der hiesigen Gesellschaft leben wolle.

#### Bern-Wankdorf
Auf eine erste, unverbindliche Anfrage für ein 60 bis 80 Millionen Franken teures Islamzentrum mit Geschäften, einem Viersternehotel, Museum und Moschee in der Stadt Bern ist der Berner Gemeinderat am 1. Juni 2007 nicht weiter eingetreten. Die Umma, der Dachverband bernischer Muslime, plante auf dem ehemaligen Schlachthofareal in Bern-Wankdorf einen Gebäudekomplex mit einer Bruttogeschossfläche von 23'000 Quadratmetern bei einer Grundfläche von 8'400 Quadratmetern. Die klaren Vorgaben an den Nutzungsmix auf dem Wankdorf-Areal würden nach Ansicht des Gemeinderates keinen Raum für das Vorhaben lassen und anderswo in der Stadt Bern bestehe keine Möglichkeit für einen Bau dieser Art.
Der Berner Gemeinderat unterstützt den interreligiösen Dialog, beispielsweise durch die Baubewilligung für das Haus der Religionen, die im April 2007 erteilt wurde. Der Initiant des Kulturzentrums, der aus einer iranischen Adelsfamilie stammende Schweizer Soziologe Farhad Afshar, hat laut Israel-Network schon bei früheren Projekten betont, die Muslime könnten nur mitmachen, wenn bei den Projekten eine repräsentative Moschee mit Minarett entsteht. Das Haus der Religionen wurde im Dezember 2014 eröffnet.

### Initiativen gegen Minarette

#### Parlamentarische Initiative gegen Minarette im Kanton Zürich
Im Zürcher Kantonsrat wurde im September 2006 eine parlamentarische Initiative der SVP debattiert, die ein Bauverbot für Minarette im Kanton Zürich zum Ziel hatte (Wortlaut dieses vorgeschlagenen § 294 Planungs- und Baugesetz ZH: «Baubewilligungen für Gebäude mit Minaretten werden auf dem Gebiet des Kantons Zürich nicht erteilt»). Die Initiative wurde von den Schweizer Demokraten (SD) und der Eidgenössisch-Demokratischen Union (EDU) unterstützt; die Parteien planten die Minarettverbots-Initiative schon im April 2006. Die Initiative wurde im Kantonsparlament knapp mit 62 Stimmen vorläufig unterstützt (nötig dazu waren 60 Stimmen). Bei der definitiven Beratung der Initiative Ende Juni 2008 entfielen jedoch nur noch 50 Stimmen auf die Initiative, 112 Ratsmitglieder sprachen sich dagegen aus. Damit war ein Minarettverbot auf kantonaler Ebene abgelehnt.

#### Eidgenössische Volksinitiative «Gegen den Bau von Minaretten»
Am 1. Mai 2007 wurde eine eidgenössische Volksinitiative mit dem Titel Gegen den Bau von Minaretten (kurz: Minarett-Initiative), welche den Bau von Minaretten in der Schweiz untersagen will, offiziell gestartet. Lanciert wurde sie von Politikern der Schweizerischen Volkspartei (SVP) und der Eidgenössisch-Demokratischen Union (EDU). Am 8. Juli 2008 reichten Vertreter des Initiativkomitees 113'540 gültige Unterschriften bei der Bundeskanzlei ein. Der Bundesrat und die beiden Kammern des Parlaments lehnten die Initiative ab und empfahlen den Stimmberechtigten, ein Nein in die Urne zu legen. Die Vorlage kam am 29. November 2009 zur Abstimmung und wurde – entgegen auf Umfragen beruhenden Voraussagen – von 57,5 % der Abstimmenden und 19,5 Ständen angenommen. 53,4 % der stimmberechtigten Schweizer nahmen an der Abstimmung teil.
Ursprünglich hatte das Initiativkomitee andere Aspekte in die Initiative einbeziehen wollen; so wurde im November 2006 mitgeteilt, «das Begehren solle sicherstellen, dass Zwangsehen, Anpassungen persönlicher Rachejustiz, Nicht-Anerkennung des staatlichen Gewaltmonopols sowie geschlechtsungleiche Auslegung der Schulpflicht von allem Anfang an unterbunden würden».
Im Vorfeld der Parlamentswahlen am 21. Oktober 2007 wurde von Initiativgegnern die Meinung geäussert, die Initiative sei eine populistische Wahlkampftaktik. Es wurde in Frage gestellt, ob das generelle Bauverbot von Minaretten in der Schweiz die Verbreitung islamistischer Ideologien, die der westlichen Gesellschaft gegenüber feindlich gesinnt sind, verhindern könne: «Es nütze wenig, gegen den Bau eines Minaretts zu kämpfen, ohne zu wissen, welche Aktivitäten in der Moschee angeboten würden. Wichtiger als das Minarett sei darum die Kontrolle der Aktivitäten in einer Moschee.»
Ein generelles Bauverbot von Minaretten wurde von Gegnern der Initiative zudem als dialogverhindernd erachtet: Ein Minarett sei für die Muslime ein Zeichen der Identität, wie religiöse Bauten für andere Religionsgemeinden, und es liege im Interesse der Religionsfreiheit (und des Landesfriedens), Muslimen Moscheen mit Minaretten zuzugestehen (unter anderen vertreten von Kurt Koch, dem damaligen Bischof des Bistums Basel und Präsidenten der Schweizer Bischofskonferenz).
Die fünf bedeutendsten deutschsprachigen muslimischen Organisationen äusserten sich am 15. Mai 2007 in einem offenen Brief: «Wir sind davon überzeugt, dass die Mehrheit der Schweizer Bevölkerung solche Initiativen nicht mitträgt, werden dadurch doch erstmals die fundamentalen Grundwerte der Religionsfreiheit ausgehöhlt. Dadurch wird dem Ansehen der liberalen und neutralen Schweiz, sowohl in Europa als auch in der ganzen Welt, geschadet.»
Die Volksinitiative gegen den Bau von Minaretten hat den Sicherheitsausschuss des Bundesrats (dem Ex-Verteidigungsminister Samuel Schmid, Aussenministerin Micheline Calmy-Rey und Ex-Justizminister Christoph Blocher angehören) auf den Plan gerufen und bewirkt, dass die Schweizer Geheimdienste die Reaktion islamistischer Kreise auf die Minarett-Initiative verfolgen. Calmy-Rey äusserte sich im Mai 2007 zur Minarett-Initiative: «Eine solche Initiative gefährdet Schweizer Interessen und die Sicherheit von Schweizerinnen und Schweizern». Die Minarett-Kontroverse wurde in der arabischen Welt bekannter, als im Juni 2007 der damalige SVP-Nationalrat Ulrich Schlüer vom arabischen Sender Al Jazeera interviewt wurde. Manche befürchten, dass es wie beim Karikaturenstreit in muslimischen Kreisen zu heftigen Reaktionen, die sich gegen die Schweiz richten, kommen könnte. Auf bundesrätlicher Stufe wurde deshalb eine Art Sprachregelung erlassen, die für die Bundesräte, die Departementssprecher und die Schweizer Botschafter im Ausland, die von ausländischen Medien mit Fragen zur Initiative konfrontiert werden, gelten, um «Missverständnissen vorzubeugen, indem sie sachlich über die demokratiepolitischen Gepflogenheiten in der Schweiz, über den Inhalt und den Stand der Initiative aufklärt». Die erste offizielle Stellungnahme unter dieser Regelung war vom Juni 2007:

„Es gibt kein Minarett-Verbot in der Schweiz. Hingegen werden zurzeit Unterschriften für eine Volksinitiative gesammelt, die ein solches Verbot als Ergänzung des Artikels 72 der Bundesverfassung vorschlägt. (…) Falls die Initiative zustande kommt, richtet der Bundesrat (Regierung) eine Empfehlung auf Annahme oder Ablehnung an die Bundesversammlung (Parlament). Diese prüft die Rechtmässigkeit der Initiative und empfiehlt sie, falls die Prüfung positiv ausfällt, den Stimmberechtigten (Bürgerinnen und Bürgern) zur Annahme oder zur Ablehnung. Die Initiative ist angenommen, wenn sie in der Abstimmung eine Mehrheit von Volk und Kantonen auf sich vereinigt. Die «Minarettverbots-Initiative» könnte frühestens im Jahr 2010 zur Abstimmung gelangen.“

In einem Interview mit dem Deutschlandfunk (DLF) hat Nationalrat und Europaratsmitglied Andreas Gross konstatiert, dass das eigentliche Problem darin bestehe, dass die Verfassung des Landes, indem sie das jahrhundertealte Prinzip der direkten Demokratie, nicht aber in gleicher Stärke das der Menschenrechte betone, in gewissem Gegensatz zur Mitgliedschaft im Europarat stehe. Dadurch werde es nun über kurz oder lang zu einem Konflikt kommen, der vielleicht das Problem lösen könne.
Eine genauere Auswertung der Abstimmungsresultate auf Gemeindeebene zeigt ein Gefälle zwischen Stadt- und Landbevölkerung. So lehnten in der Stadt Bern fast zwei Drittel der Stimmenden die Initiative ab, während im Berner Oberländer Amtsbezirk Frutigen zwei Drittel der Initiative zustimmten. Die Initiative wurde auch an der Genfer und der Zürcher Goldküste verworfen.
Die Initiative wurde in drei der vier Gemeinden, in denen bereits Minarette stehen (Zürich, Winterthur, Genf und Wangen bei Olten), verworfen und in Wangen bei Olten angenommen.
In den Medien wurde vom Stadt-Land-Graben gesprochen, welcher den sogenannten Röstigraben überwog. Mit Stadt-Land-Graben oder Stadt-Land-Gefälle ist die Differenz in den Abstimmungsresultaten zwischen Stadt- und Landbevölkerung bei der Anti-Minarett-Initiative gemeint. Die Differenz betrug 11,7 % mehr «Ja»-Stimmen auf dem Land. Der Röstigraben ist die Meinungsdifferenz zwischen französisch- und deutschsprachiger Schweiz, die sich in Abstimmungsresultaten zeigt. Die Differenz betrug 11,4 % mehr «Ja»-Stimmen in der Deutschschweiz.

## Minarettverbot als Wort des Jahres
Das Wort «Minarettverbot» wurde nach der Annahme der Initiative «Gegen den Bau von Minaretten» zum Wort des Jahres in der Deutschschweiz erkoren.

## Bundesgerichtsentscheid zum Vorrang der Menschenrechtskonventionen
Das Schweizerische Bundesgericht entschied 2012 in einem anderen Zusammenhang, dass die völkerrechtliche Verpflichtung der Schweiz zur Einhaltung der Europäischen Menschenrechtskonvention (EMRK) später erlassenen abweichenden Verfassungsbestimmungen vorgeht. Es ist damit vorstellbar, dass trotzdem Minarette bewilligt werden können, sofern sie alle anderen Vorschriften einhalten.